# 가토 에이지
가토 에이지(일본어: 加藤 英治, 1948년 4월 24일 ~ )는 일본의 전 프로 야구 선수이다. 아이치현 니시카스가이군 비와지마정 출신이며 현역 시절 포지션은 투수였다.

## 인물
PL학원 고등학교 2학년 때 에이스로서 1965년의 춘계 선발 대회(제37회 선발 고등학교 야구 대회)에 출전했는데 준준결승에서 다카마쓰 상업고등학교(가가와현)의 고사카 도시히코와 투수전을 벌였지만 팀은 패했다. 그해 여름에 개최된 하계 오사카 대회의 준결승에서 후쿠모토 유타카, 다카하시 후미오가 소속된 다이테쓰 고등학교에게서 패했다. 1년 위의 팀 동료로는 후쿠시마 히사아키, 도쿠쓰 다카히로, 나가이 시게오 등이 있었다. 이듬해인 1966년 춘계 선발 대회(제38회 선발 고등학교 야구 대회)에도 연속으로 출전했지만 이 대회의 1차전에서 같은 해 춘계·하계 대회 연패를 달성한 주쿄 상업고등학교한테 졌다. 같은 해 하계 오사카 대회에서는 전년도와 마찬가지로 준준결승에서 다이테쓰 고등학교와 상대했지만 팀이 패한 바람에 고시엔 대회 진출에는 실패했다. 이 때 당시 고등학교 동기로는 4번 타자 겸 1루수인 가토 히데지가 있었는데 나중에 ‘英司’(동음)로 이름을 변경했기 때문에 양쪽을 혼동하기 쉬운 경우가 있다. 그 외에 팀 동료로는 2루수인 노구치 요시오가 훗날 프로에 입단했다.
간사이 지역 굴지의 본격파 우완 투수로서 세간의 주목을 받아 속구, 커브를 주무기로 삼았다.
1966년 제1차 드래프트 회의에서 긴테쓰 버펄로스로부터 1순위 지명을 받고 입단했다. 1년째인 1967년 1군 엔트리에 오르면서 같은 해 8월에는 첫 선발 등판을 이뤘지만 그 이후에는 등판 기회가 없어서 1969년을 끝으로 현역에서 은퇴했다.

## 상세 정보

### 출신 학교
- PL가쿠엔 고등학교

### 선수 경력
- 긴테쓰 버펄로스(1967년 ~ 1969년)

### 등번호
- 15(1967년 ~ 1968년)
- 46(1969년)

### 연도별 투수 성적
| 연 도      | 소 속      | 등 판 | 선 발 | 완 투 | 완 봉 | 무 4 구 | 승 리 | 패 전 | 세 이 브 | 홀 드 | 승 률 | 타 자 | 이 닝 | 피 안 타 | 피 홈 런 | 볼 넷 | 고 4 | 몸 맞 | 탈 삼 진 | 폭 투 | 보 크 | 실 점 | 자 책 점 | 평 자 책 | W H I P |
| ---------- | ---------- | ----- | ----- | ----- | ----- | ------- | ----- | ----- | -------- | ----- | ----- | ----- | ----- | -------- | -------- | ----- | ---- | ----- | -------- | ----- | ----- | ----- | -------- | -------- | ------- |
| 1967년     | 긴테쓰     | 4     | 1     | 0     | 0     | 0       | 0     | 0     | --       | --    | ----  | 32    | 7.1   | 6        | 1        | 5     | 0    | 2     | 7        | 0     | 0     | 3     | 3        | 3.86     | 1.50    |
| 통산 : 1년 | 통산 : 1년 | 4     | 1     | 0     | 0     | 0       | 0     | 0     | --       | --    | ----  | 32    | 7.1   | 6        | 1        | 5     | 0    | 2     | 7        | 0     | 0     | 3     | 3        | 3.86     | 1.50    |